# Lista gór i wzgórz Śródziemia
Jest to artykuł o charakterze zbiorczym, przedstawiający listę gór i wzgórz Śródziemia występujących w stworzonej przez J.R.R. Tolkiena mitologii Śródziemia. Hasła przedstawione są w kolejności alfabetycznej według kategorii pasm górskich i pojedynczych gór. Między nimi pojawiają się inne formy związane z górami.

## Etymologia nazw
Tworząc nazwy fikcyjnych lokacji tworzonego przez siebie świata, Tolkien umieszczał je w kontekście 14 języków, którymi mówić mieli mieszkańcy wymyślonego przez niego świata. Co więcej, tworzone przez autora nazwy ulegać miały w obrębie Śródziemia podobnym procesom, jak nazwy realnych miejsc w rzeczywistym świecie. Nazwy gór często zawierają człon Ered, który jest rzeczownikiem w liczbie mnogiej oznaczającym góry, w połączeniu z różnymi przymiotnikami. Pojawia się np. w nazwach Ered Engrin (Góry Żelazne), Ered Lindon (Góry Lindonu), Ered Luin (Góry Błękitne). W innych nazwach spotyka się ten rzeczownik w liczbie pojedynczej, orod, w takich jednowyrazowych nazwach jak Orodruina (dosłownie Ognista Góra).

## Góry i wzgórza w Beleriandzie i na północ do niego

Mapa Beleriandu z zaznaczonymi łańcuchami górskimi

### Andram
Andram (sind. długa ściana), to pasmo górskie położone było w centralnej części Beleriandu. Niejako rozdzielało ono północną część Beleriandu od południowej.
Jego zachodnie krańce znajdowały się za rzeką Narog, na południu królestwa Nargothrondu (część ta nazywana była Taur-en-Faroth – znajdowała się tam forteca Nargothrondu), a wschodnie (znajdujące się nieco na południe w porównaniu do zachodnich) aż na północ od lasu Taur-im-Duinath, zwano Ramdal - końcem muru. Na północ od gór Andram znajdował się Doriath. Rzeka Sirion przepływała na długości 9 mil podziemnym korytem pod tymi górami.

#### Ramdal
Ramdal, to niska grupa wzgórz, gdzie kończył się Andram - uskok dzielący w poprzek Beleriand.
Ramdal znajdowało się na wschód od równin pustkowi Beleriandu, na północ od Taur-Im-Duinath, na zachód od Amon Ereb i Gelionu oraz daleko na południowy wschód od Doriath.
Po zniszczeniu Thargelionu i zbrukaniu jeziora Helevorn przez orków, Caranthir zbiegł wraz z niedobitkami swego ludu, połączył resztki poddanych z poddanymi Amroda i Amrasa i podczas cofania się na południe mijali właśnie Ramdal.

### Echoriath
Echoriath, czyli Góry Okrężne, otaczały i chroniły Ukryte Królestwo elfów – Gondolin. Częścią tego pasma była siedziba orłów Thorondora, Crissaegrim.
Ich imieniem nazwano góry Echoriath Montes na Tytanie, księżycu Saturna.

### Ered Lómin
Ered Lómin oddzielały Hithlum od Lammoth. Wznosiły się nad fiordem Drengist, który wcinał się w nie od wschodu. Zagłębiał się on w góry, sięgając niemal Bramy Noldorów - sztucznego przejścia przez Ered Lómin, stworzonego przez elfów. Brama prowadziła do wąwozu nazwanego przez Turina Cirith Ninniach - wąwozem tęczy.
Na południu Dor-lóminu Ered Lómin spotykały się z górami Ered Wethrin, tak że Hithlum był niemal całkowicie oddzielony od Beleriandu przez góry.
Nazwa Ered Lómin oznacza „Góry Echa”, analogicznie Dor-lómin, który góry okrążały od zachodu, to „Kraj Echa”.

### Ered Wethrin
Ered Wethrin (Góry Cienia) rozciągały się na północy Beleriandu. Swój początek miały już przy wybrzeżu morza Belegaer przy górze Taras. Następnie ciągnęły łukiem ku północy i zbliżały się do Ered Engrin – Gór Żelaznych. Góry Cienia stanowiły południową granicę Hithlumu oraz główne ogniwo obrony mieszkańców Mithrimu przed napadami z Angbandu. Ered Wethrin stanowiły też zachodnią granicę Ard-galen, tutaj stała twierdza Noldorów – Barad Eithel.
Z Gór Cienia wypływały główne rzeki Beleriandu: Sirion, Narog, Teiglin, Malduina oraz Gilthuina.

#### Taras
Taras położony był w krainie zwanej Taras-ness, a sama góra należała do pasma górskiego Ered Wethrin. Pomiędzy nią a fiordem Drengist znajdował się Nevrast, którym rządził przez wiele lat Turgon. Położona była nad wysuniętym w morze cyplem i była najbardziej wysuniętym na zachód wzniesieniem tej krainy. Ñoldorowie przybywając w te okolice, spotkali w pobliżu góry, szczególnie na południowym zachodzie, wielu Sindarów, gdyż dawniej okolicę tę nawiedzali często Ulmo i Ossë. Pod górą, nad brzegiem morza Turgon wybudował siedzibę zwaną Vinyamarem. W okolicę góry zawędrował w późniejszym czasie Tuor, któremu ukazał się Ulmo i polecił udać się do Gondolinu

## Emyn Arnen
Pojawiają się w Powrocie króla, trzeciej części Władcy pierścieni. Więcej informacji na ich temat można znaleźć w Dodatkach do trzeciego tomu tej powieści. Emyn Arnen są zaznaczone i podpisane na mapach Śródziemia dołączonych do książki.
Była to grupa wzgórz położona w Gondorze, na terenie prowincji Ithilien. Znajdowało się w zakolu Anduiny, naprzeciw Minas Tirith. Był to obszar należący do dynastii namiestników Gondoru, już od czasów ich protoplasty Húrina. Tam też zapewne znajdowała się siedziba rodowa. Została jednak opuszczona, tak jak całe Ithilien, pomiędzy rokiem 2002 a 2954 Trzeciej Ery. Dopiero po pokonaniu Saurona w Wojnie o Pierścień (3019 rok) namiestnik Faramir ponownie się tam osiedlił i przybrał tytuł pana Emyn Arnen.
Nazwa Emyn Arnen pochodzi z sindarinu i znaczy w tej mowie Wzgórza królewskiej wody.

## Emyn Muil

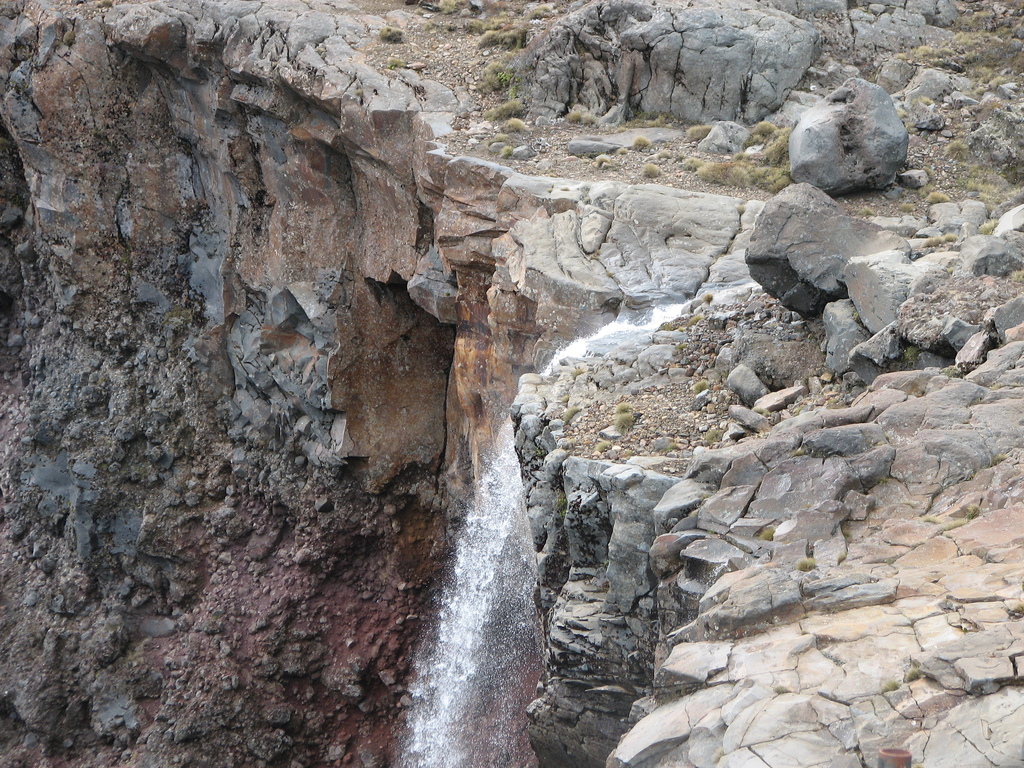
Wyobrażenie Emyn Muil

Był to obszar trudnych do przebycia pagórków po obydwu stronach Anduiny, na północ od Rauros. W powieści Władca Pierścieni w czasie wyprawy do Mordoru zgubili się w nich Samwise Gamgee i Frodo Baggins, a następnie zostali tam napadnięci przez Golluma. Udało im się stamtąd wydostać, gdy Gollum obiecał zaprowadzić ich do Mordoru.

## Ephel Dúath

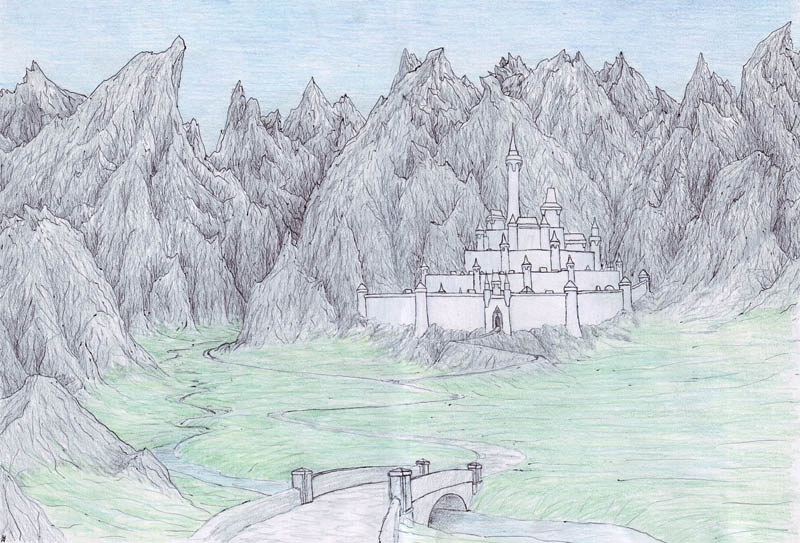
Wyobrażenie Minas Ithil, w tle Ephel Dúath

Był to łańcuch górski na zachodzie i południu Mordoru. Oddzielał Mordor od Gondoru i stanowił główną zachodnią linię obrony. Łańcuch zaczynał się przy zachodniej części Morannonu i biegł na południe, potem skręcał prosto na wschód, aby w końcu lekko wygiąć się ku północy. W górach tych, nieco powyżej linii Minas Tirith, znajdowała się Minas Morgul, jaskinia Szeloby i wieża Cirith Ungol. Między Minas Morgul a Cirith Ungol znajdowało się tajemne przejście do Mordoru, którym przeszli Frodo Baggins, Samwise Gamgee i Gollum.
Jego sindarińska nazwa znaczy dosłownie Zewnętrzny-płot-cień. Ephel Dúath nazywano także Zewnętrznym Wałem.

## Ered Lithui

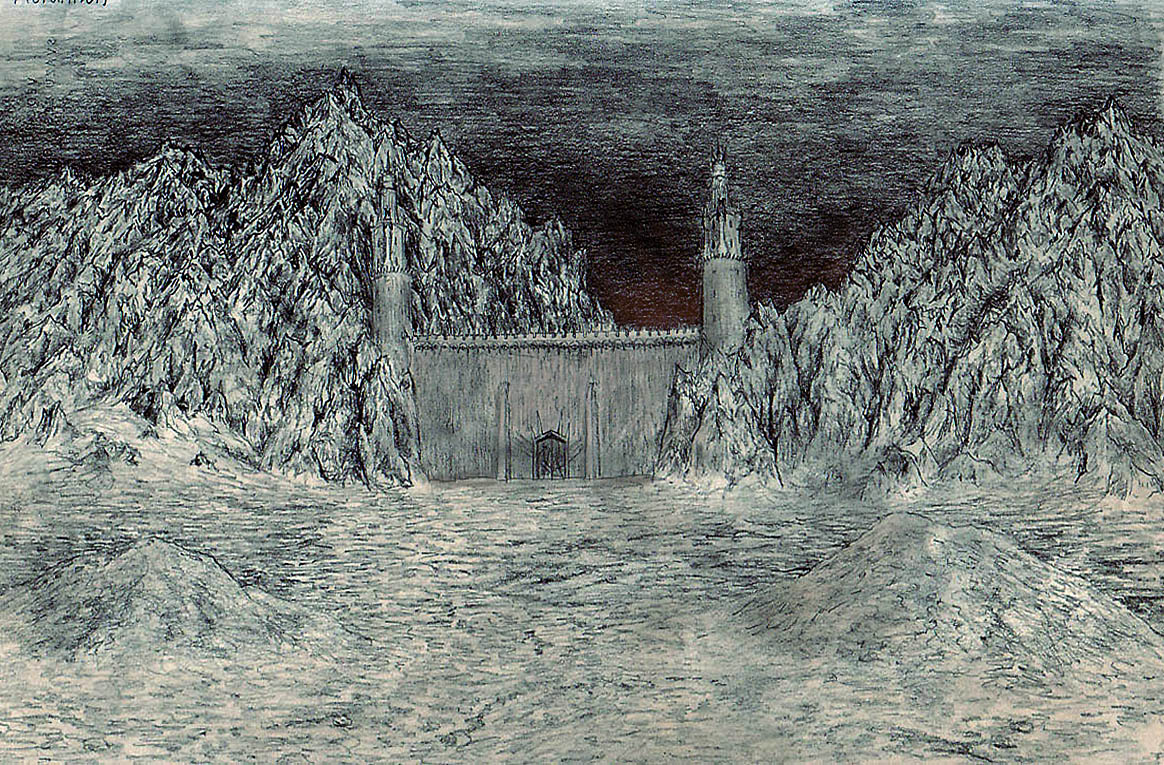
Wyobrażenie Morannonu zbudowanego między Ephel Dúath a Ered Lithui

Pasmo Ered Lithui chroniło Mordor od północy. Zaczynało się na wschodzie i biegło niemal prosto na zachód. Łańcuch ten łączył się prostopadle z górami Ephel Dúath przy Morannonie. Dalej na zachodzie biegła jeszcze jedna odnoga, na jej końcu wznosiła się forteca Saurona, Barad-dûr.
Ich imieniem nazwano góry Lithui Montes na Tytanie, księżycu Saturna.

## Ered Luin

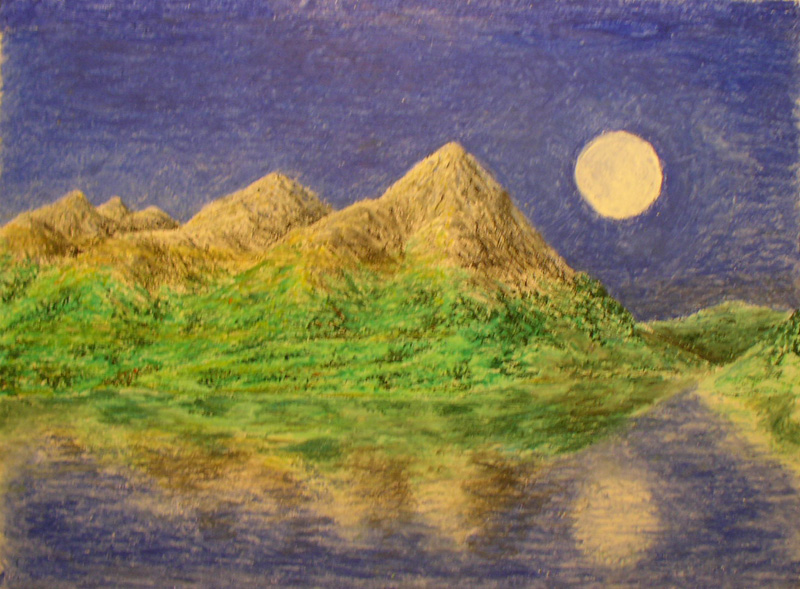
Wyobrażenie Ered Luin

Było to pasmo górskie, w czasie Pierwszej Ery stanowiące nieprzerwany łańcuch oddzielający Eriador od sąsiedniej krainy Ossiriand. W tym okresie znajdowały się tam krasnoludzkie miasta Belegost i Nogrod, jedno na północ, drugie na południe od góry Dolmed. Zostały one zrujnowane przy zniszczeniu Beleriandu z końcem Pierwszej Ery.
W późniejszych erach po zachodniej stronie Ered Luin znajdował się Lindon, gdzie swe przystanie mieli elfowie.
Nazwa pasma pochodzi z sindarinu i znaczy Góry Błękitne

## Ered Mithrin

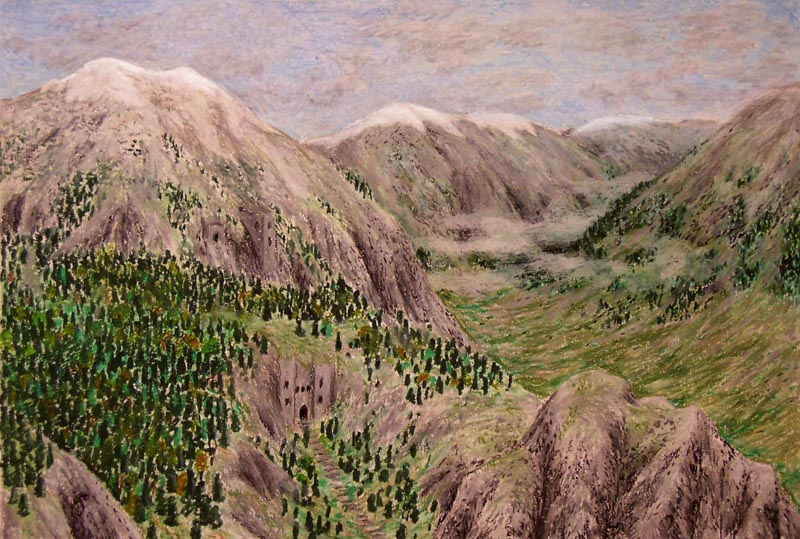
Wyobrażenie Ered Mithrin

Biegły na północ od Mrocznej Puszczy od Gór Mglistych na zachód od Zwiędłych Wrzosowisk. Prawdopodobnie były one pozostałością po Ered Engrin, Górach Żelaznych, wzniesionych przez Morgotha i częściowo zniszczonych pod koniec Pierwszej Ery. Około 2200 roku Trzeciej Ery w Górach szarych osiedliła się większość plemienia Durina, jednak w 2589 roku zamieszkujące Ered Mithrin smoki zmusiły ich do ucieczki.
Nazwa pasma pochodzi z sindarinu i znaczy Góry Szare.

## Ered Nimrais
Góry te stanowiły granicę między Gondorem a Rohanem. Znajdowały się w nich Wzgórza Sygnałowe, na których przygotowane były paleniska sygnalizacyjne. U podnóży Mindolluiny, wyznaczającej wschodni kraniec tych gór, zbudowano miasto Minas Tirith.
Na północ od nich znajdują się Góry Mgliste, oddzielone od Ered Nimrais przez Wrota Rohanu.
Nazwa Ered Nimrais pochodzi z sindarinu i znaczy Góry Białe.

### Mindolluina
Był to najbardziej na wschód wysunięty szczyt Ered Nimrais. Na jej wschodnich zboczach znajdowała się odnoga zwana Wzgórzem Straży (Amon Tirith), wokół której zbudowano miasto Minas Tirith. Na zachodnich zboczach Mindolluiny było święte miejsce; tam Aragorn i Gandalf znaleźli sadzonkę Białego Drzewa.
Nazwa góry pochodzi z sindarinu i znaczy dosłownie Wieża-głowa-błękitna.
Jej imieniem nazwano góry Mindolluin Montes, znajdujące się na Tytanie, księżycu Saturna.

### Wzgórza Sygnałowe Gondoru
Pojawiają się w Powrocie króla, trzeciej części  Władcy Pierścieni. Więcej informacji na ich temat można znaleźć w Niedokończonych opowieściach. Wzgórza Sygnałowe są zaznaczone i podpisane na mapie Gondoru dołączonej (nie we wszystkich wydaniach) do trzeciego tomu powieści.
Było to siedem wysokich wzgórz w łańcuchu Ered Nimrais. Licząc od Minas Tirith były to: Amon Dîn, Eilenach, Nardol, Erelas, Min-Rimmon, Calenhad i Halifirien. Na ich wierzchołkach ustawiono stosy sygnałowe, z pomocą których przekazywano do Rohanu ostrzeżenie, iż Gondor znajduje się w niebezpieczeństwie i potrzebuje pomocy. Początki tego „systemu ostrzegania” sięgają roku 2510 Trzeciej Ery, kiedy to powstało królestwo Rohirrimów.
Stosy sygnałowe zapalono podczas Wojny o Pierścień. Widzieli je Gandalf i Peregrin Tuk, jadąc do Minas Tirith (8 marca 3019 roku).
W ekranizacji Władcy Pierścieni (reżyserii Petera Jacksona) również zostały pokazane Wzgórza Sygnałowe (w filmie Powrót króla). Jednak w porównaniu z literackim pierwowzorem, zwiększono ich liczbę – ciągną się od Minas Tirith aż do Edoras. Okoliczności ich użycia również zostały zmienione: namiestnik Gondoru Denethor II, przekonany o nieuchronnej klęsce, nie chce wydać rozkazu podpalenia stosów, by poinformować Rohan o zagrożeniu. Dlatego też Pippin, na polecenie Gandalfa, potajemnie zapala stos położony na górze Mindolluinie, ponad Minas Tirith (w powieści nie ma takiego). Na ten sygnał kolejno zapalane są następne stosy i w ten sposób prośba o pomoc zostaje przekazana do Rohanu.

#### Amon Dîn
Było to pierwsze ze Wzgórz Sygnałowych Gondoru; samotne, kamieniste i nagie wzniesienie, położone na północ od Minas Tirith, pomiędzy Lasem Drúadan a Szarym Lasem. Obsadzone zostało pierwotnie jako posterunek obserwacyjny, w celu pilnowania przejścia z Dagorladu do Północnego Ithilien oraz przeprawy przez Anduinę, przy wyspie Cair Andros. Płomień stosu z tego wzgórza był dobrze widać z Minas Tirith, odległego o około trzydzieści mil.
Nazwa wzgórza pochodzi z sindarinu i znaczy Góra Ciszy, ewentualnie Wzgórze milczenia. W skrócie wzgórze zwane też było Dîn. Miano Milcząca góra brało się stąd, iż ludzie czy zwierzęta bardzo rzadko zapuszczali się na szczyt wzgórza.

#### Calenhad
Było to szóste ze Wzgórz Sygnałowych Gondoru. Położone było na zachód od Min-Rimmonu, w odległości około dwudziestu mil. Wierzchołek tego wzgórza był pokryty gęstą trawą.
Do tego odnosi się nazwa Calenhad, znacząca w sindarinie Zielony obszar.

#### Eilenach

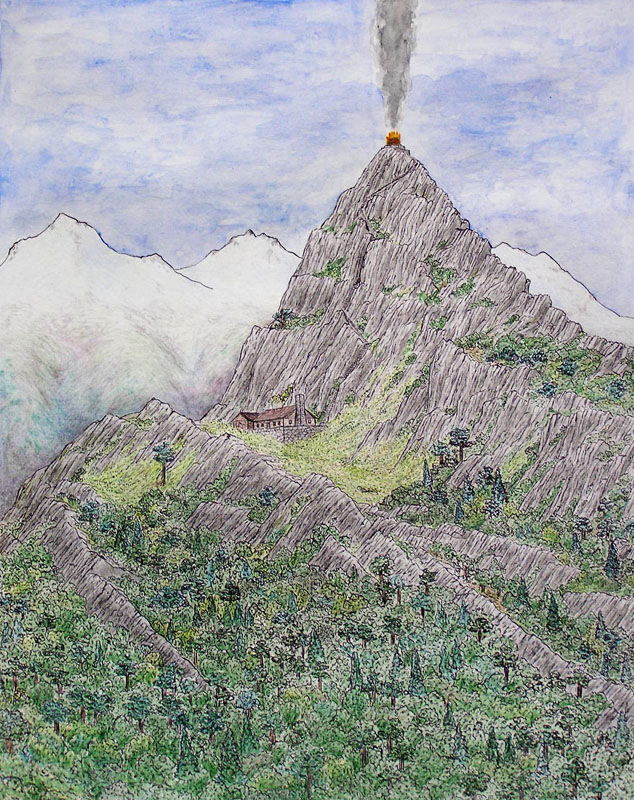
Wyobrażenie Eilenach

Było to drugie ze Wzgórz Sygnałowych Gondoru w łańcuchu Ered Nimrais. Było najwyższym wzniesieniem Lasu Drúadan, świetnie widocznym z zachodu, od strony Nardolu. Jednak jego wierzchołek był dość ostry i nie można tam było rozpalić zbyt dużego stosu.
Nazwa Eilenach pochodzi z języka ludzi z czasów przed przybyciem Númenorejczyków. Jego znaczenie zostało z biegiem lat zapomniane.

#### Erelas
Było to czwarte ze Wzgórz Sygnałowych Gondoru w łańcuchu Ered Nimrais. Położone było na zachód od Nardolu, w odległości około dwudziestu mil. Wierzchołek tego wzgórza był zielony, pozbawiony drzew.
Nazwa Erelas pochodzi z języka ludzi z czasów przed przybyciem Númenorejczyków. Jego znaczenie zostało z biegiem lat zapomniane.

#### Halifirien
Wzgórze to było otoczone przez Las Firien.
Isildur, po wojnie Ostatniego Sojuszu, pogrzebał na szczycie swojego ojca i uświęcił wzgórze, oddając je pod opiekę Valarów. Od tamtego czasu, istnienie grobu Elendila było utrzymane w tajemnicy, a przebywanie w tym miejscu było zastrzeżone dla spadkobierców królów Gondoru i osób przez nich wyznaczonych.
Do 2510 roku Trzeciej Ery (do chwili Przysięgi Eorla) uważane za geograficzny środek królestwa Gondoru. Po tym wydarzeniu, znajdowało się na granicy Gondoru z Rohanem.
Przed Wojną o Pierścień było to najwyższe i ostatnie z siedmiu granicznych wzgórz Gondoru. Znajdował się na nim jeden ze stosów sygnałowych.
Nazwa Halifirien pochodzi z języka rohirrickiego i znaczy Święte Wzgórze. Sindarińska nazwa brzmi Amon Anwar (Wzgórze Grozy).

#### Min-Rimmon
Było to piąte ze Wzgórz Sygnałowych Gondoru w łańcuchu Ered Nimrais. Położone było na zachód od Erelas, w odległości około dwudziestu mil. Wierzchołek tego wzgórza był dość urwisty.
Nazwa Min-Rimmon (zapisywana też Minrimmmon) pochodzi z sindarinu i znaczy w tej mowie Szczyt Rimmonu. Słowo Rimmon pochodzi z języka ludzi z czasów przed przybyciem Númenorejczyków. Jego znaczenie zostało z biegiem lat zapomniane.

#### Nardol
Było to trzecie ze Wzgórz Sygnałowych Gondoru w łańcuchu Ered Nimrais. Położone było przy zachodnim krańcu Lasu Drúadan. Wcześniej wzgórze należało do tego lasu, lecz zostało ogołocone z drzew przez gondorskich drwali. W jego pobliżu znajdował się też kamieniołom. Póki trwały w nim prace, strzegł go posterunek z wierzchołka Nardolu. Stos płonący na tym wzgórzu był dobrze widoczny nawet z Halifirien, odległego o około osiemdziesiąt mil na zachód.
Nazwa Nardol pochodzi z sindarinu i znaczy w tej mowie Ognisty szczyt wzgórza, ewentualnie Ognista głowa.

## Góry Mgliste

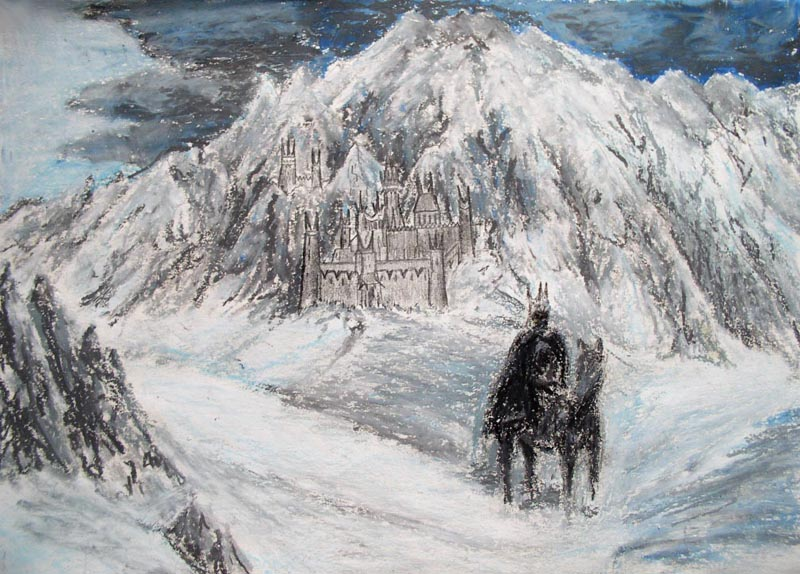
Wyobrażenie Carn Dûm u północnego krańca Gór Mglistych

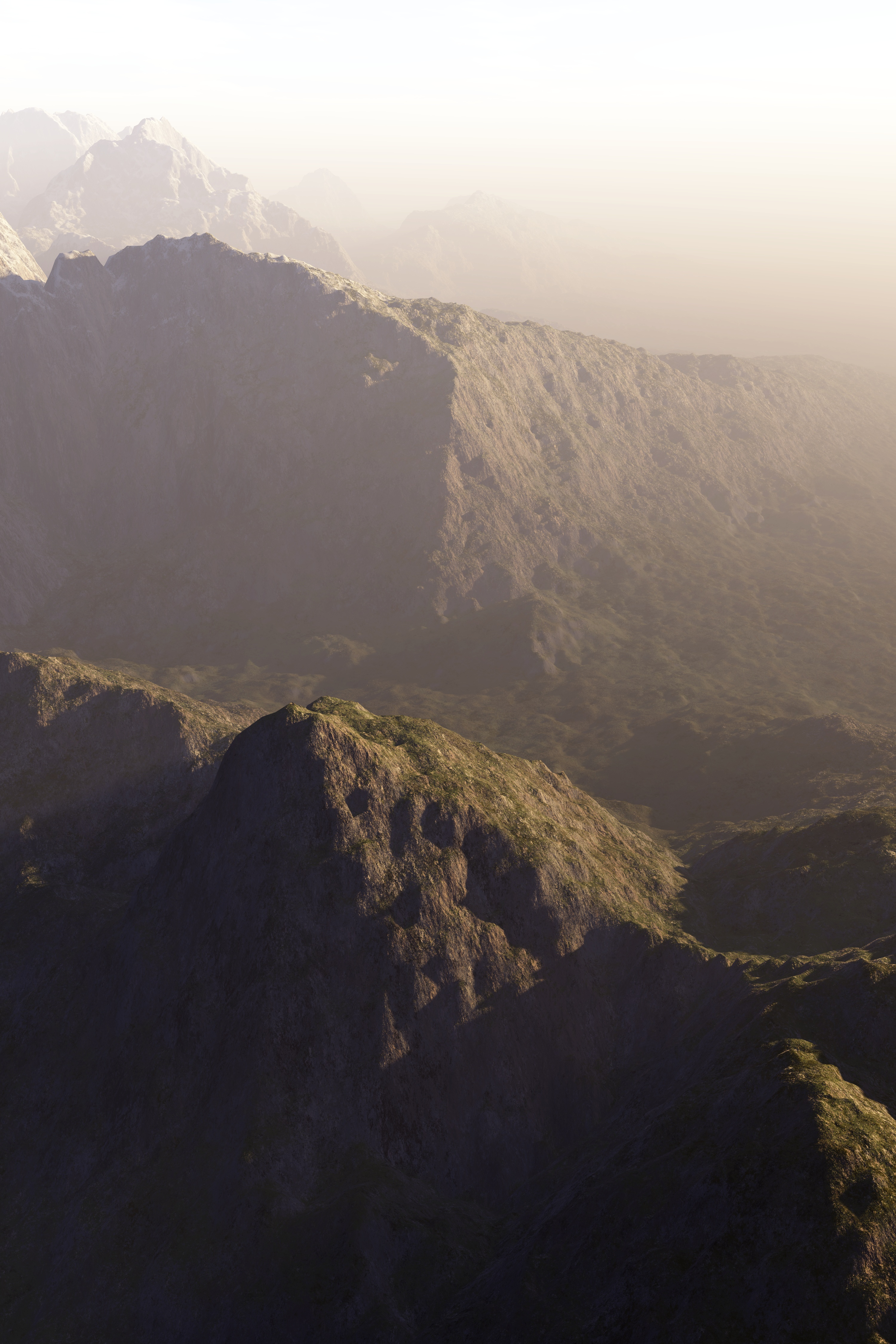
Wyobrażenie Gór Mglistych autorstwa MaximKartasheva

Prawdopodobnie powstały z inspiracji Alpami odwiedzonymi w 1911 roku.
Góry Mgliste były najdłuższym pasmem górskim znanej części Śródziemia. Według Atlasu Śródziemia ich długość wraz z górami Angmaru wynosiła 702 mile. Ich północną granicę stanowiły Północne Pustkowia i Wielka Góra Gundabad, a południową Wrota Rohanu. Morgoth wzniósł je w początkach Lat Drzew, by przeszkodzić Oromemu w jego podróżach na wschód Śródziemia.
Znanymi z nazwy przełęczami były Przełęcz Czerwonego Rogu i Wysoka Przełęcz. Pod Górami Mglistymi znajdowały się wielkie kopalnie Morii. Do głównych szczytów należały Caradhras, Celebdil, Fanuidhol, Gundabad i Methedras.
Z Gór Mglistych wypływały źródła wielu rzek Śródziemia, m.in. Gwathló, Bruinen, Iseny, Entwash, Limlight, Celebrantu czy Gladden.
Podczas wyprawy do Ereboru, gdy drużyna Thorina Dębowej Tarczy przeprawiała się przez te góry, rozpętała się burza i podróżnicy zatrzymali się w jaskini. Tam zostali porwani przez orków zwanych w Hobbicie goblinami. We wnętrzu tych gór mieszkał także Gollum, wieloletni posiadacz Jedynego Pierścienia.
Ich nazwa w sindarinie brzmi Hithaeglir. Popularna jest także nazwa z języka angielskiego, Misty Mountains.

### Przełęcz Czerwonego Rogu
Była położona na południowych stokach Caradhrasu. Jedna z najczęściej uczęszczanych przełęczy w Górach Mglistych, jako że łączyła ñoldorski Eregion z doliną Azanulbizar, przy której znajdowało się wejście do krasnoludzkich kopalni Morii. Wschodnia część przełęczy była zwana Schodami Półmroku.
Na przełęczy tej w 2509 roku Trzeciej Ery (czyli około 500 lat przed wydarzeniami Wojny o Pierścień) Celebríana, żona Elronda, matka Arweny i córka Galardieli i Celeborna, znajdująca się w drodze z Imladris do Lothlórien, została porwana przez orków i raniona zatrutą bronią. Jej synowie Elladan i Elrohir odbili ją, a Elrond uzdrowił. Wydarzenia te doprowadziły do opuszczenia przez nią Śródziemia w rok później i odpłynięcia z Szarych Przystani do Amanu.
12 stycznia 3019 roku, kiedy Drużyna Pierścienia wędrując do Mordoru próbowała przebyć Przełęcz Czerwonego Rogu, burza śnieżna uniemożliwiła jej dalszą wędrówkę. Powiernik Pierścienia podjął decyzję o kontynuowaniu podróży przez kopalnie Morii.
Jej nazwa w języku angielskim brzmi Red-horn Gate.

### Caradhras

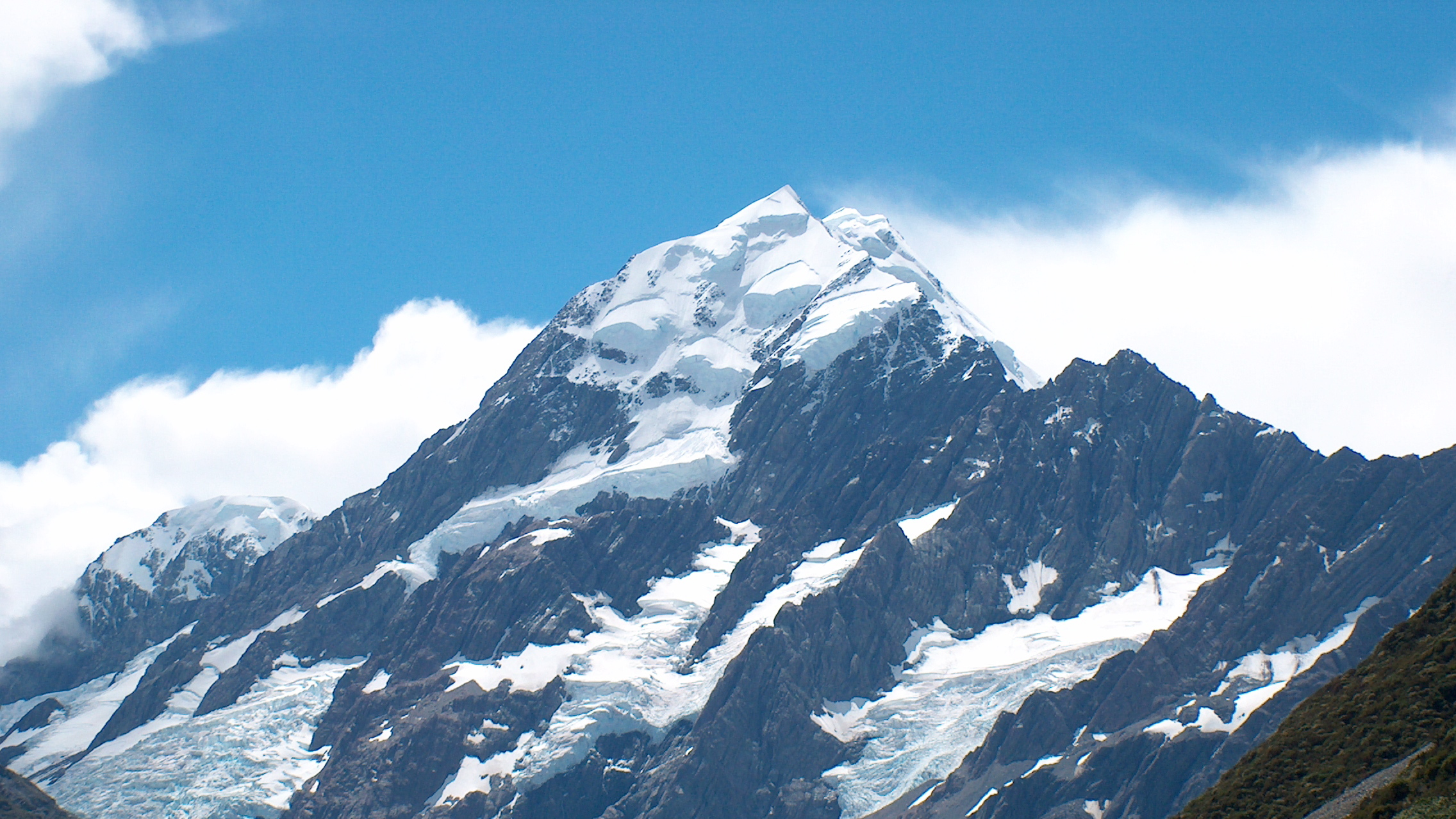
Caradhras z filmu Władca Pierścieni w reżyserii Petera Jacksona (Góra Cooka)

Pojawia się w Drużynie Pierścienia, pierwszym tomie  Władcy Pierścieni. Informacje na jej temat można też znaleźć w pozostałych częściach powieści.
- W angielskim oryginale – Caradhras / Barazinbar / Redhorn
- Przekład Marii Skibniewskiej – Caradhras (Karadhras)[28] / Barazinbar / Czerwony Róg
- Przekład Jerzego Łozińskiego – Karadhras / Barazinbar / Czerwony Róg
- Przekład Marii i Cezarego Frąców – Caradhras / Barazinbar / Czerwony Róg

Był to wielki szczyt górski w pasmie Gór Mglistych, jeden z trzech, pod którymi leżała Moria, słynna siedziba krasnoludów z Plemienia Durina. Z całej trójki Caradhras położony był najbardziej na północny wschód. Jego szczyt okrywała śnieżna czapa, natomiast strome zbocza były nagie i widać było ich ciemnoczerwoną barwę (do czego nawiązuje nazwa góry). U jej korzeni znajdowały się złoża mithrilu i tam ukrył się jeden z Balrogów w końcu Pierwszej Ery, po Wojnie Gniewu.
U stóp tej góry leżała Przełęcz Czerwonego Rogu, jedno z ważniejszych przejść przez góry, którym wędrowali między innymi hobbici z plemienia Stoorów, migrujący z okolic Pól Gladden do Eriadoru.
Caradhas zwany był przez krasnoludów okrutnikiem, z racji złej pogody, jaka zwykle panowała na nim, jak i często na sąsiedniej przełęczy.
Westrońska nazwa Czerwony Róg jest dosłownym tłumaczeniem sindarińskiego miana Caradhras. Krasnoludowie w swoim języku khuzdûl zwali tę górę Barazinbar, co również znaczy Czerwony róg. Czasem skracano to do miana Baraz – Czerwony.

### Celebdil
Była to jedna z trzech gór, pod którymi krasnoludowie zbudowali Morię. Na jej szczycie wzniesiono Wieżę Durina, do której prowadziły ciągnące się od samego dna Morii Nieskończone Schody. Stąd też Gandalf strącił Balroga.
W sindarińska nazwa Celebdil jest tłumaczeniem nazwy w języku khuzdûl, Zirakzigil (skracanej przez krasnoludów do Zirak). W Westronie góra nazywana była Srebrnym Rogiem.

### Fanuidhol
Pojawia się w Drużynie Pierścienia, pierwszej części Władcy pierścieni. Dokładne położenie góry w paśmie Gór Mglistych zaznaczyła Karen Wynn Fonstad na jednej z map w swoim Atlasie Śródziemia.
- W angielskim oryginale – Fanuidhol / Cloudyhead / Bundushathûr
- Przekład Marii Skibniewskiej – Fanuidhol / Chmurny Szczyt / Bundushathûr (Bundushathur)[32]
- Przekład Jerzego Łozińskiego – Fanuidhol / Chmurny / Bundushathûr
- Przekład Marii i Cezarego Frąców – Fanuidhol / Chmurna Głowa / Bundushathûr

Był to szczyt w Górach Mglistych, jeden z trzech, pod którymi leżała Moria, siedziba krasnoludów z plemienia Durina. Z całej trójki Fanuidhol położony był najbardziej na południe.
W Westronie nazwa tej góry brzmiała Chmurny Szczyt i jest to dokładne tłumaczenie sindarińskiego miana Fanuidhol. Czasem zwana była Fanuidholem Szarym (zapewne od barwy skał). W języku khuzdûl góra ta zwała się Bundushathûr, co znaczy Głowa w chmurach, Głowa chmur. Skrótowo zwano ją też mianem Shathûr – Chmurny.

### Gundabad
Znajdowała się w północnej części Gór Mglistych. Było to miejsce przebudzenia plemienia Długobrodych Krasnoludów (tj. plemienia Durina). Krasnoludowie otaczali to miejsce szczególną czcią, więc zajęcie tej góry przez orków (nazywanych w Hobbicie goblinami) spowodowało krwawe wojny. Gundabad padła podczas wojny krasnoludów z orkami. Pod Gundabad zebrały się gobliny z Gór Mglistych i pomaszerowały na Erebor, gdzie rozegrała się Bitwa Pięciu Armii.

## Orocarni
Znajdowały się we wschodniej części Śródziemia. Najprawdopodobniej to tu przebudziło się czterech z Siedmiu Ojców Krasnoludów. Na południu góry kończyły się w krainie Hildórien, miejscu, gdzie przebudzili się pierwsi ludzie. Od południowego zachodu opasywały Dziki Las oraz Morze Helkar wraz z Zatoką Cuiviénen. Na północny zachód od nich znajdowało się pasmo Ered Engrin. Orocarni były terenem łowieckim Oromego. W XII tomie Historii Śródziemia podano informację, że pasmo Orocarni znajdowało się w podobnej odległości od Gór Mglistych co Góry Błękitne na zachodzie, jednakże faktycznie odległość ta musiała być większa, co wynika z map. Same góry Orocarni biegły gdzieś na wschód za morzem Rhûn.
Nazwa Orocarni pochodzi z quenyi i znaczy Góry Czerwone.

## Wzgórza Eriadoru

### Emyn Beraid
Były to wzgórza wznoszące się w zachodniej części Eriadoru. Na nich wybudowano Białe Wieże. W 32 roku Czwartej Ery wzdłuż nich wytyczono zachodnią granicę Shire. Trzy lata później zamieszkała tam Elanor Gamgee z rodziną, nazwaną potem Fairbairnami z Wież.
Nazwa Emyn Beraid pochodzi z sindarinu i znaczy Wieżowe Wzgórza.

### Północne Wzgórza
Były to wysokie wzgórza w Arnorze, wznoszące się około 150 mil na północny wschód od Shire. Wśród nich znajdował się Fornost.

### Tyrn Gorthad
Tyrn Gorthad to wzgórza, na których wzniesiono kurhany, pod którymi spoczywali wodzowie Edainów i Dúnedainowie z Cardolanu. Pod koniec Trzeciej Ery, na zachód od nich znajdował się Stary Las, a dalej Shire.
Najstarsze kurhany zostały usypane w Pierwszej Erze przez przodków Edainów, gdy przeprawili się do Beleriandu. Po upadku Númenoru i powrocie na kontynent Śródziemia Dúnedainowie wznosili tam nowe kurhany. W 1409 roku Trzeciej Ery Tyrn Gorthad było ostatnim punktem oporu Cardolanu w wojnie z Angmarem; do czasu nadejścia posiłków z Lindonu, Rivendell i Lothlórien.

### Wichrowe Wzgórza
Wznosiły się na północ od Wielkiego Gościńca Wschodniego między Bree a Mitheithel. W latach 861–1975 Trzeciej Ery stanowiły granicę między Arthedainem a Rhudaurem. Zostały w tym czasie ufortyfikowane przez władców Arthedainu. W 1409 roku zostały czasowo opanowane przez Angmar.

#### Amon Sûl

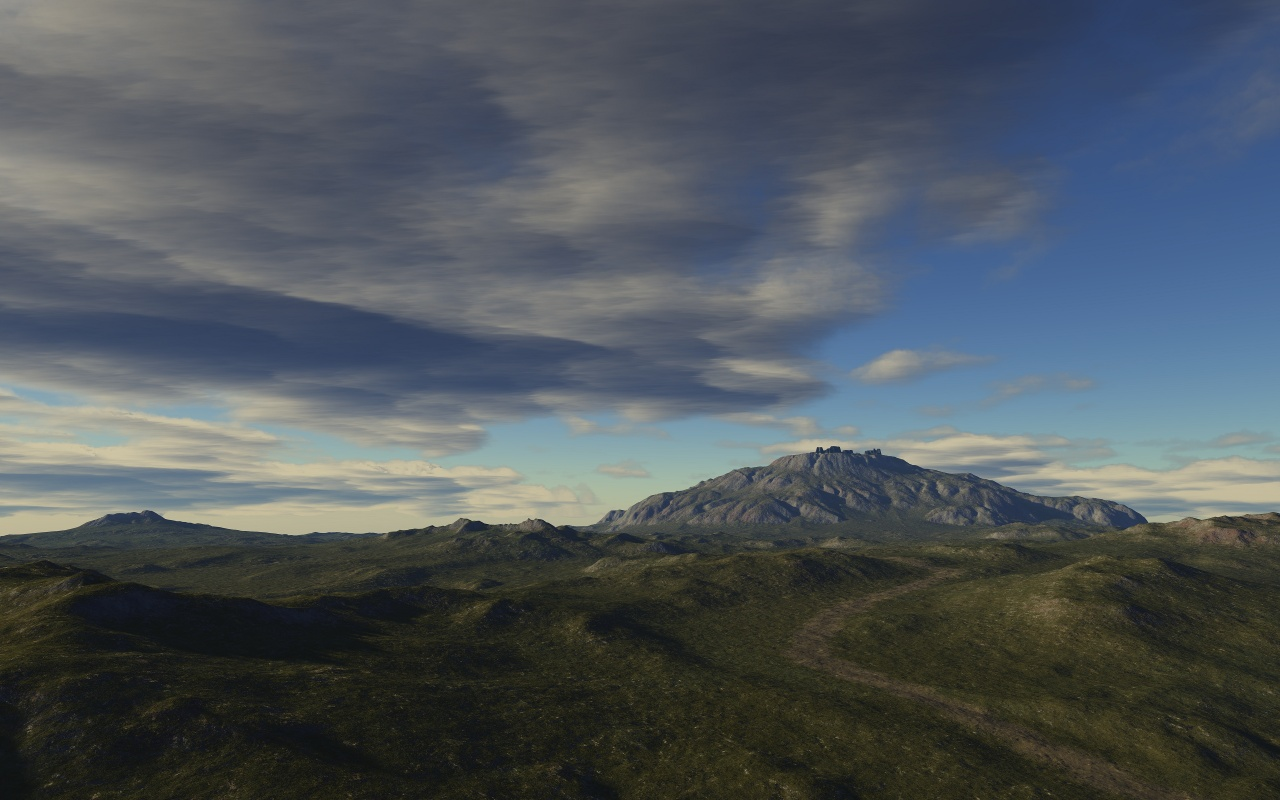
Wyobrażenie Amon Sûl autorstwa MaximKartasheva

Był to główny szczyt Wieżowych Wzgórz. Na jego szczycie Elendil wybudował w Drugiej Erze wieżę strażniczą nazywaną Wieżą Amon Sûl. Przechowywano w niej jeden z palantírów, co było powodem licznych wojen i konfliktów. W 1409 roku Trzeciej Ery została zniszczona i spalona przez Czarnoksiężnika z Angmaru; pozostał z niej jedynie krąg kamieni.
Podczas swojej wędrówki z Bree do Rivendell kompania czterech hobbitów wraz z Aragornem zatrzymała się tam na nocleg. W nocy zaatakowały ich Nazgûle, a Frodo Baggins został raniony nożem Morgulu. Wcześniej w swej pogoni za hobbitami i Aragornem na Wichrowy Czub przybył Gandalf, gdzie stoczył walkę z Nazgûlami.
Angielska nazwa Wichrowego Czuba brzmi Weathertop.

## Żelazne Wzgórza
Wznosiły się na wschodzie Śródziemia, na północ od Ereboru. Spływała z nich Carnen, która łączyła się z Bystrą Rzeką i wpadała do Morza Rhûn.
Były zamieszkane przez krasnoludów. W czasie trwania akcji Hobbita Żelaznymi Wzgórzami rządził Dáin II Żelazna Stopa.

## Pojedyncze góry i wzniesienia

### Amon Ereb
Amon Ereb (sin. Samotne Wzgórze) to szczyt między uskokiem Ramdal a Gelionem w Beleriandzie Wschodnim.
Miał być widoczny znad Gelionu. Był najdalej wysuniętym na południe umocnionym miejscem w Beleriandzie Wschodnim. Miał znaczenie strategiczne, strzegąc podejść do Taur-im-Duinath. Poległ tam Denethor, władca Nandorów osiadłych w Ossiriandzie. Na tej górze mieszkał też Maedhros po klęsce w Nirnaeth Arnoediad.

### Amon Hen
Pojawia się w pierwszej i drugiej części Władcy Pierścieni, czyli Drużynie Pierścienia, oraz Dwóch Wieżach.
Był to jeden z trzech szczytów na południowym krańcu Nen Hithoel, położony na zachodnim brzegu Anduiny, powyżej wodospadów Rauros. Na Amon Hen znajdował się Tron Wypatrywania, wybudowany przez Gondorczyków w Drugiej Erze jako strażnica chroniąca północne granice Gondoru.
Drużyna Pierścienia wylądowała niedaleko Amon Hen w czasie żeglugi po Anduinie. To tam rozpadła się, a Frodo Baggins z Samwisem Gamgee przeprawili się przez rzekę, aby ruszyć do Mordoru. Gdy Frodo usiadł na Tronie Wypatrywania, dzięki jego właściwościom mógł patrzeć na miejsca znajdujące się kilkaset mil od wzgórza.
Od Parth Galen znajdującego się pod Amon Hen biegła droga, prowadząca bezpiecznie przez Rauros.
Na początku tworzenia scenariusza, gdy Peter Jackson planował stworzyć nie trzy, a dwa filmy Władca Pierścieni, na Amon Hen miało dojść do sceny, którą ostatecznie umiejscowiono w Osgiliath: Frodo miał ujawnić pierścień Nazgûlowi na skrzydlatej bestii.
Nazwa Amon Hen w sindarinie znaczy Wzgórze Wypatrywania.

### Amon Rûdh
Amon Rûdh (sin. Łysa Góra) to wzgórze położone na południe od lasu Brethil w zachodnim Beleriandzie. Porośnięte było tylko czerwonymi kwiatami, zwanymi seregon, co oznaczało „krew kamieni”, dzięki którym szczyt wyglądał jak pokryty krwią. Krasnolud Mîm, należący do plemienia Noegyth Nibin żył tam wraz z synami Ibûnem i Khîmem. Mîm został schwytany przez banitów dowodzonych przez Túrina Turambara i siłą zmuszony do wyjawienia położenia jego kryjówki, Bar-en-Danwedh (Domu Okupu). Khîm został wtedy zabity, lecz Turin, żałując tego co się stało dobrowolnie oddał się w ręce Mîma, który z kolei zezwolił na obecność banitów na swym terytorium. Wzgórze stało się schronieniem dla ludzi Túrina, a po przybyciu Belega, stało się także centrum krainy zwanej Dor-Cúarthol (Kraina Łuku i Hełmu), kontrolowanej przez siły Túrina i Belega - ośrodkiem oporu przeciwko Morgothowi. Na skutek zdrady Mîma wzgórze zostało w końcu zdobyte przez orków i Dor-Cúarthol przestał istnieć.

### Cerin Amroth
Wzgórze to położone było w centrum Lothlórien, a jego łagodne stoki pokryte były trawą i kwiatami: elanorami i nifredilami. Na jego szczycie znajdowały się dwie grupy drzew. Zewnętrzne pokryte były białą korą, a wewnętrznymi były złotolistne mallorny. Znajdował się tam dom króla, zbudowany przez Amrotha na gałęziach drzew. Było położone najwyżej w Lothlórien i służyło do obserwacji Dol Guldur.
W czasach, gdy Drużyna Pierścienia przybyła do Lothlórien, nie było już tam domu, lecz pozostały po nim białe platformy, na które Frodo Baggins i Samwise Gamgee się wspięli. Mieli dziwne uczucie ponadczasowości, a Sam powiedział: Czuję się, jakbym był w pieśni.
Aragorn nazwał to miejsce sercem królestwa elfów i tam wraz z Arweną poprzysięgli sobie wierność. Po odejściu Drużyny Aragorn nigdy już tam nie wrócił, a Arwena, po śmierci Aragorna, postanowiła tam umrzeć.
Wyraz Cerin oznacza w sindarinie okrągły ogrodzony teren, a druga część nazwy pochodzi od króla Amrotha.

### Erech

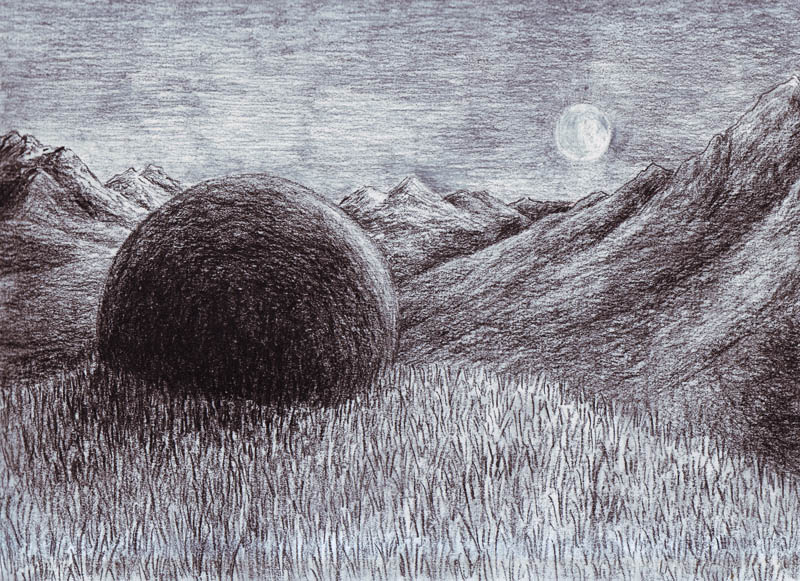
Wyobrażenie Głazu na Erech

Było to wzgórze na terytorium Gondoru, na szczycie którego Isildur ustawił kamień na pamiątkę Númenoru. Tam król plemienia zwanego za czasów Wojny o Pierścień Umarłymi przysiągł mu wierność. Jego lud nie dotrzymał jednak przysięgi, w związku z czym stali się zjawami. W czasie Wojny o Pierścień Aragorn z Szarą Drużyną przybył na Erech i wezwał Umarłych do walki.

### Góra Przeznaczenia
Był to wulkan wznoszący się na terytorium Mordoru, w którym Sauron wykuł Jedyny Pierścień. Jego popularna, sindarińska nazwa to Orodruina.

### Haudh-en-Ndengin
Haudh-en-Ndengin (sin. Kurhan poległych, także Haudh-en-Nirnaeth, sin. Kurhan łez) to kurhan położony na pustkowiu Anfauglith. Usypali go z rozkazu Morgotha orkowie nad zebranymi z całego pobojowiska ciałami elfów i ludzi, poległych w bitwie Nirnaeth Arnoediad. Złożono tam zwłoki między innymi Fingona, Huora, Haldira. Na kurhanie wyrosła bujna trawa, a później żaden ze sług Morgotha nie ważył się na niego wspiąć. Przetrwał do końca Pierwszej Ery i zniszczenia Beleriandu w Wojnie Gniewu.
Zwano go też Wielkim Kurhanem.

### Himring
Himring (z sin., dosł. Wiecznie zimny) – wzgórze położone na północnej granicy Beleriandu. Było największe spośród wzgórz leżących między Aglonem a Szczerbą Maglora. Himring był pozbawiony drzew, o płaskim wierzchołku. Otaczały go liczne, niższe pagórki. Tam wzniósł swoją twierdzę Maedhros, najstarszy z synów Fëanora i przez długi czas była to jego siedziba w Śródziemiu. Tę fortecę obronił przed atakiem wojsk Morgotha podczas Dagor Bragollach (455 rok Pierwszej Ery). Ostatecznie twierdza na Himringu została opuszczona przez Maedhrosa po klęsce Nirnaeth Arnoediad (473 rok). Wówczas to Orkowie Morgotha obsadzili fortecę albo ją zburzyli. Samo wzgórze zostało zalane pod koniec Pierwszej Ery, gdy Beleriand został zniszczony podczas Wojny Gniewu. Ocalał jednak jego wierzchołek, który odtąd był znany jako wyspa Himling.

### Samotna Góra
Było to jedno z głównych miejsc akcji Hobbita, dawna siedziba krasnoludów, główny cel wyprawy bohaterów książki. O Samotnej Górze wspominają również postacie z Władcy Pierścieni.

## Upamiętnienie
Nazwy wzięte od gór Śródziemia noszą łańcuchy górskie (montes) wznoszące się na Tytanie – największym księżycu Saturna.
| Montes            | Pochodzenie nazwy                                                  |
| ----------------- | ------------------------------------------------------------------ |
| Angmar Montes     | góry Angmaru, pasmo w Górach Mglistych                             |
| Dolmed Montes     | góra Dolmed                                                        |
| Doom Mons         | Orodruina – Góra Przeznaczenia (Mount Doom)                        |
| Echoriath Montes  | góry Echoriath                                                     |
| Erebor Mons       | Erebor – Samotna Góra                                              |
| Gram Montes       | góra Gram                                                          |
| Irensaga Montes   | góra Irensaga                                                      |
| Merlock Montes    | góra Merlock                                                       |
| Mindolluin Montes | Mindolluina                                                        |
| Misty Montes      | Góry Mgliste (Misty Mountains)                                     |
| Mithrim Montes    | pasmo Ered Mithrin                                                 |
| Moria Montes      | góry Morii – wznoszące się nad nią Caradhras, Celebdil i Fanuidhol |
| Rerir Montes      | góra Rerir                                                         |
| Taniquetil Montes | Taniquetil, góra w Amanie                                          |